# Langer Berg (Baalberge)
Der Lange Berg war ein vermutlich bronzezeitlicher Grabhügel in Baalberge, einem Ortsteil von Bernburg im Salzlandkreis, Sachsen-Anhalt. Mitte des 19. Jahrhunderts wurde er zerstört. Durch die Befragung eines Anwohners sind aber noch einige Details zur Struktur des Hügels und zu den geborgenen Funden überliefert.

## Lage
Der Lange Berg befand sich östlich von Baalberge bei der Bockwindmühle.
In und um Baalberge existierten ursprünglich noch mehrere weitere Grabhügel, von denen bis auf den Schneiderberg alle im späten 18. und im 19. Jahrhundert zerstört wurden. Am heutigen Friedhof lag der Schinderberg, der 1793 zerstört wurde. Zwischen Baalberge und Bernburg lag der Evangelienberg. 1794 wurde ein Grabhügel bei Rönitz abgetragen. Ein weiterer zerstörter Grabhügel war der Tochauer Berg bei Kleinwirschleben.
In der weiteren Umgebung befinden sich noch einige erhaltene Grabhügel, so etwa westlich der Grabhügel Stockhof bei Gröna und nördlich der Pfingstberg, der Pohlsberg und das Spitze Hoch bei Latdorf sowie der Fuchsberg bei Weddegast. Ebenfalls nördlich liegen die drei Großsteingräber Heringsberg bei Grimschleben, Bierberg bei Gerbitz und Steinerne Hütte bei Latdorf.

## Zerstörungs- und Forschungsgeschichte
Die Existenz mehrerer Grabhügel bei Baalberge wurde erstmals von Johann Christoph Bekmann in seiner 1710 erschienenen Historie des Fürstenthums Anhalt sowie in der Baalberger Kirchenchronik von 1742 überliefert.
Mitte des 19. Jahrhunderts wurde der Hügel einem Bauern übereignet, der mit der Erde des Hügels die Vertiefungen eines benachbarten Ackerstücks begradigen sollte. Zwischen 1853 und 1854 wurde der Hügel vollständig abgetragen, wobei mehrere Steinkisten zutage traten. Die darin enthaltenen Gegenstände wurden von dem Bauern teilweise aufgehoben. Paul Höfer, der 1901 an einer Ausgrabung am Schneiderberg teilnahm, konnte vom Sohn des Bauern einige Details zum Langen Berg erfahren, die er im folgenden Jahr publizierte.
Möglicherweise bezieht sich auch ein 1896 veröffentlichter Vortrag eines Gymnasialdirektors Fischer auf den Langen Berg. Dieser zitiert Aussagen über einen 1825 bei Baalberge geöffneten Grabhügel. Höfer vermutete, dass es sich um einen Druckfehler handelte und eigentlich 1852 gemeint war.

## Beschreibung
Nach Aussage von Adolf Reinicke, dem Sohn des für die Abtragung verantwortlichen Bauern, enthielt der Hügel etwa fünf bis sieben Steinkisten. Sie bestanden aus Steinplatten und waren innen meist rot bestrichen. Sollten sich die Aussagen aus dem Vortrag des Gymnasialdirektors Fischer auf den Langen Berg beziehen, so wäre zu präzisieren, dass die Kisten oben weiß, in der Mitte schwarz und lediglich unten rot bestrichen waren.

## Funde
In den Steinkisten wurden mehrere Urnen mit Leichenbrand sowie einige Grabbeigaben gefunden. Bei diesen handelte es sich um kleinere Keramikgefäße, eine steinerne Axt, ein Bronzemesser und mehrere hohle Bronzearmringe. Das Messer und die Axt befanden sich 1901 noch in Familienbesitz und konnten von Paul Höfer näher beschrieben werden. Die anderen Fundstücke waren in der Zwischenzeit abhandengekommen. Nach 1945 war auch die Axt nicht mehr auffindbar.
Das Messer hat eine Gesamtlänge von 25,3 cm. Die Klinge endet in einem Heft, von dem eine Griffangel abgeht. Der eigentliche Griff ist nicht erhalten. Die Klinge ist beidseitig mit konzentrischen Kreisen, Linien und Reihen aus kleinen Bögen verziert, das Heft mit konzentrischen Halbkreisen und Querlinien. Die Griffangel wurde aufgeraut, um ihr einen besseren Halt zu geben.
Die Axt bestand nach Höfer aus einem grauwackeähnlichem Gestein. Sie hat eine Länge von 21,3 cm, eine Dicke von 3,4 cm und eine Höhe von 2 cm.

## Datierung
Der einzige sichere Anhaltspunkt für die Datierung des Grabhügels ist das Bronzemesser. Nach Höfer gehört es in die jüngere Bronzezeit, genauer in die von Oscar Montelius definierte Periode V. Ob der Grabhügel möglicherweise mehrphasig genutzt wurde und vielleicht ähnlich dem benachbarten Schneiderberg noch ältere, neolithische Bestattungen enthielt, lässt sich nicht mehr ermitteln.